# 김명곤 (음악가)
김명곤(金明坤, 1952년 10월 24일~2001년 9월 16일)은 대한민국의 남성 가수 겸 키보디스트 및 작사가 겸 작곡가이기도 했고, 편곡가 겸 록 음악가 및 음반 프로듀서로도 활약했다.

## 이력
전주공업고등학교 관악부 출신이기도 했던 김명곤은 훗날 1975년 록 음악 밴드 "서울 나그네"의 키보디스트(겸 보컬리스트)로 첫 데뷔 및 활약을 하였으며, 이후 1978년부터 이듬해 1979년까지 록 밴드 "사랑과 평화"의 키보디스트 겸 보컬리스트로 활약하였고 그 후로는 작사가, 작곡가, 편곡가로 활약하였으며 이후 1988년 프로젝트 포크 록 음악 밴드 "남사당"에 키보디스트로 활약하였고 이어 같은 해 1988년 당시 "사랑과 평화"의 구성원은 아니었지만 《사랑과 평화 3집》 앨범에 서브 프로듀서로 참여하였으며 이후로도 키보디스트, 작사가, 작곡가, 편곡가로 활약하였고 2001년 9월 16일, 간염과 간경화 및 부전의 합병증 관련 증세의 심근경색으로 인하여 향년 50세로 별세하였다.
그의 프로듀싱 유작은 그의 사후의 이듬해에 마지막으로 발표된 앨범으로 그의 해당 유작 음반은 가수 겸 싱어송라이터 김정수의 2002년 2월 당시 컴필레이션 앨범 《김정수 베스트: 무연》이라는 작품이다.
그의 아들인 김종희(1976년생)는 힙합 랩 음악가 겸 작곡가 등으로 활약했다.

## 유명세 및 히트작
대한민국 국내 히트 메이커의 원조 가운데 한 사람으로 일컬어지며 생전에 "신디사이저 연주와 편곡의 귀재"로 불린 그는 다수 작곡 및 편곡 히트 작품을 남겼다.

### 작곡 히트작
- 사랑과 평화[3] - 《노래여 퍼져라(작사: 김선욱)》
- 사랑과 평화[4] - 《내 진정으로(작사: 김명곤 본인)》
- 소방차[5] - 《그녀에게 전해주오(작사: 박건호)》
- 나미 - 《빙글빙글(작사: 박건호)》
- 혜은이 - 《파란 나라(작사: 지명길)》
- 정수라 - 《환희(작사: 박건호)》
- 정수라 - 《진(작사: 박건호)》
- 유열 - 《친구의 사랑(작사: 박건호)》
- 김승진 - 《유리창에 그린 안녕(작사: 김순곤)》
- 박상민 - 《청바지 아가씨(작사: 김준)》

### 편곡 히트작
- 사랑과 평화[6] - 《한동안 뜸했었지(이경애 작사, 김이환 작곡)》
- 사랑과 평화[7] - 《얘기할 수 없어요(이경희 작사, 이경희 작곡)》
- 나미 - 《슬픈 인연(박건호 작사, 우자키 류도 작곡)》
- 이용 - 《잠들지 않는 시간(박건호 작사, 이범희 작곡)》
- 전영록 - 《아직도 어두운 밤인가봐(전영록 작사, 김정택 작곡)》
- 김현준 - 《아! 대한민국 - feat. 민해경(박건호 작사, 김재일 작곡)》
- 소방차[8] - 《어젯밤 이야기(박건호 작사, 이호준 작곡)》
- 이문세 - 《그대와 영원히(유재하 작사, 유재하 작곡)》
- 유열 - 《이별이래(박건호 작사, 최종혁 작곡)》
- 이선희 - 《아! 옛날이여(송수욱 작곡, 송주호 작곡)》
- 원미연 - 《혼자이고 싶어요(임형순 작사, 송홍섭 작곡)》
- 최호섭 - 《세월이 가면(최명섭 작사, 최귀섭 작곡)》
- 원준희 - 《사랑은 유리 같은 것(최명섭 작사, 최귀섭 작곡)》
- 김승진 - 《스잔(정은이 작사, 남국인 작곡)》
- 박혜성 - 《경아(조영복 작사, 김현우 작곡)》
- 박혜성 - 《사랑의 불시착(이호섭 작사, 김현우 작곡)》
- 박남정 - 《사랑의 불시착(이호섭 작사, 김기표 작곡)》
- 박남정 - 《경아(한정선 작사, 한정선 작곡)》
- 민해경 - 《그대는 인형처럼 웃고 있지만(강인원 작사, 강인원 작곡)》
- 민해경 - 《Mini skirt(김종환 작사, 김종환 작곡)》
- 김종찬 - 《토요일은 밤이 좋아(박건호 작사, 이호준 작곡)》
- 최용준 - 《아마도 그건(박병규 작사, 박병규 작곡)》
- 이재영 - 《유혹(박지훈 작사, 이두헌 작곡)》
- 박정운 - 《오늘같은 밤이면(박정운 작사, 박정운 작곡)》
- 최헌 - 《Korea! Korea! Korea!(나순무 작사, 나유성 작곡)》
- 김정수 - 《당신(김정수·이성만 작사, 김정수 작곡)》
- 이상은 - 《언젠가는(이상은 작사, 이상은·안진우 작곡)》
- 김흥국 - 《Reggae party(김진룡 작사, 김진룡 작곡)》
- 박준하 - 《아직은 이별이 아냐(김은희 작사, 김은희 작곡)》
- 쿨[9] - 《비밀의 연인(김병화·정세희 작사, 김형석·위종수 작곡)》

## 같이 보기
- 이철호
- 이남이
- 송홍섭
- 이호준